# Wainwright
Wainwright (inupiat nyelven Ulġuniq) település Észak-Alaszkában, a harmadik legnagyobb a North Slope közigazgatási területen. Alaszka második legészakibb, a világ 19. legészakibb települése. 2012-ben 575 lakosa volt. A város a nevét a Wainwright-lagúnáról kapta, amit John Wainwright tengerésztisztről neveztek el.

## Elhelyezkedés
Wainwright a Csukcs-tenger partján fekszik, 72 mérföldre Barrow-tól. Területe 110 km², ebből szárazföld 46 km². Tengerszint feletti magassága 8 méter.

## Éghajlat
Wainwright éghajlata tundra. Kevés csapadék esik, többnyire hó formájában.
| Hónap                                   | Jan.  | Feb.  | Már.  | Ápr.  | Máj.  | Jún.  | Júl. | Aug. | Szep. | Okt.  | Nov.  | Dec.  | Év    |
| --------------------------------------- | ----- | ----- | ----- | ----- | ----- | ----- | ---- | ---- | ----- | ----- | ----- | ----- | ----- |
| Rekord max. hőmérséklet (°C)            | 3,0   | 2,0   | 2,0   | 4,0   | 7,0   | 19,0  | 27,0 | 24,0 | 21,0  | 6,0   | 3,0   | −1,0  | 27,0  |
| Átlagos max. hőmérséklet (°C)           | −21,3 | −24,9 | −22,4 | −13,4 | −2,8  | 5,3   | 10,0 | 8,5  | 2,6   | −5,0  | −13,0 | −20,8 | −8,0  |
| Átlaghőmérséklet (°C)                   | −25,4 | −28,8 | −26,3 | −17,4 | −6,1  | 2,0   | 6,2  | 5,4  | 0,2   | −8,0  | −16,8 | −24,5 | −11,5 |
| Átlagos min. hőmérséklet (°C)           | −29,6 | −32,7 | −30,2 | −21,6 | −9,3  | −0,9  | 2,4  | 2,3  | −2,2  | −11,0 | −20,4 | −28,1 | −15,0 |
| Rekord min. hőmérséklet (°C)            | −46,0 | −49,0 | −45,0 | −39,0 | −26,0 | −10,0 | −6,0 | −6,0 | −14,0 | −28,0 | −38,0 | −46,0 | −49,0 |
| Átl. csapadékmennyiség (mm)             | 4     | 3     | 4     | 8     | 5     | 7     | 40   | 52   | 14    | 20    | 4     | 2     | 163   |
| Forrás: Western Regional Climate Center |       |       |       |       |       |       |      |      |       |       |       |       |       |

## Demográfia

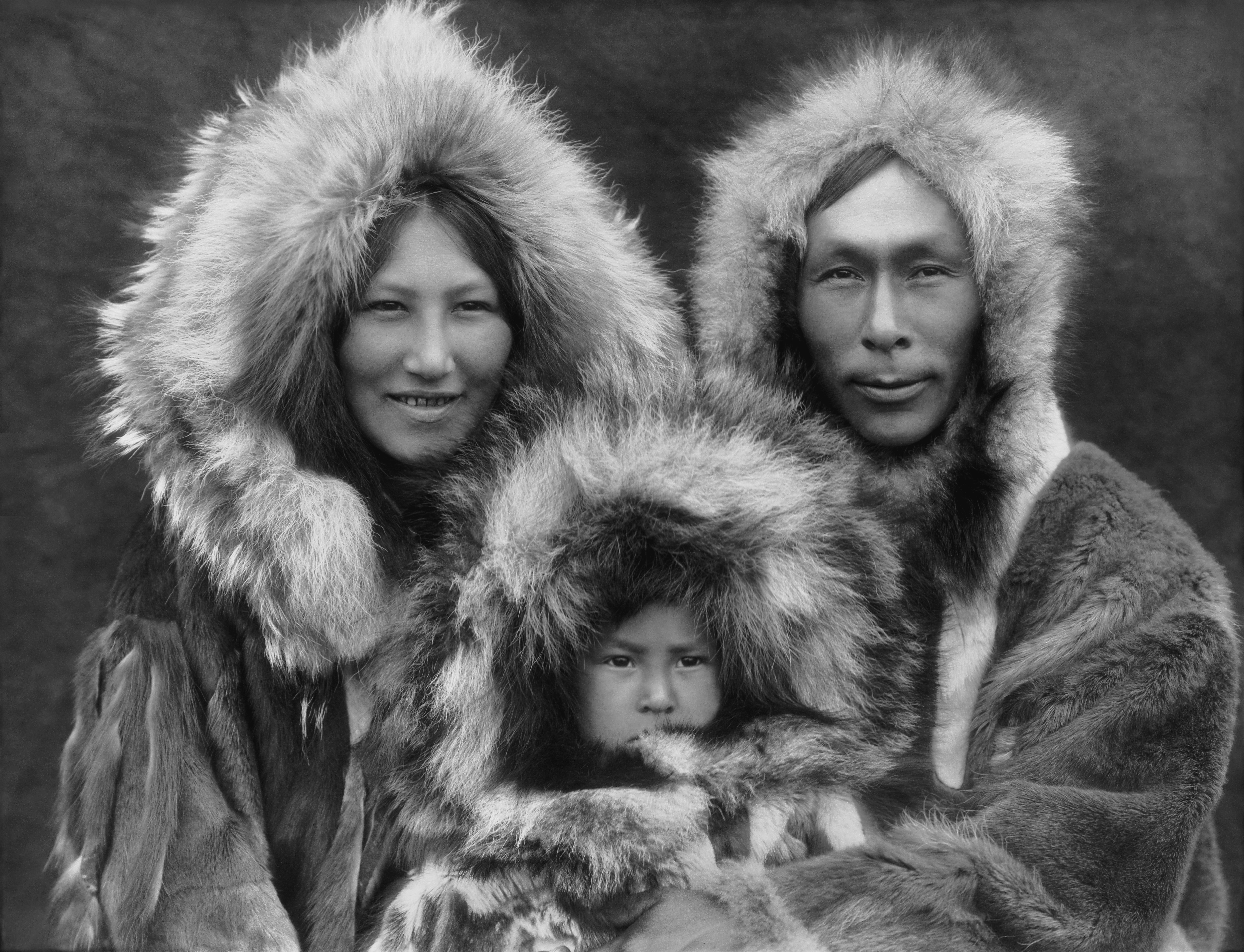
Inupiat család

A város 2012-ben 575 lelket számolt. A lakosság 2000 óta 5,3 %-kal nőtt. Az éves átlagkereset 19.444$ volt. A lakosság 88,7%-a inupiat eszkimó, 6,4%-a fehér, 5%-a pedig két vagy több rasszhoz tartozik.

## Nevének eredete
A település a Wainwright nevet 1826-ban kapta. Egy angol tengerésztiszt John Wainwright tisztről nevezte el a lagúnát, ami elválasztja a települést a Csukcs-tengertől.

## Oktatás
Wainwrightban található az Alak School nevű 12 évfolyamos iskola.